# Azize Tanrıkulu
Azize Tanrıkulu (ur. 9 lutego 1986 w Bismil) – turecka zawodniczka w taekwondo, zdobywczyni srebrnego medalu Igrzysk Olimpijskich w Pekinie. Medalista mistrzostw Europy.
W 2005 roku Azize została mistrzynią Europy. W tym samym roku zdobyła złoty medal na Uniwersjadzie w Izmirze. Jest siostrą Bahri Tanrikulu, medalisty olimpijskiego.

## Wyniki na igrzyskach olimpijskich
LIO 2008
| Konkurencja   | Runda pierwsza     | Ćwierćfinał         | Półfinał               | Finał                | Klas. końcowa |
| Konkurencja   | Runda pierwsza     | Ćwierćfinał         | Półfinał               | Finał                | Miejsce       |
| ------------- | ------------------ | ------------------- | ---------------------- | -------------------- | ------------- |
| kat. do 57 kg | Elaine Teo (MYS) W | Diana Lopez (USA) W | Martina Zubčić (HRV) W | Lim Su-jeong (KOR) L | 2.            |